# Angiolo da Monteleone
Angiolo da Monteleone (fl. XIV secolo) è stato un religioso italiano, vissuto probabilmente nel XIV secolo.
Non si conoscono con certezza data di nascita e di morte,  ma neanche la sua provenienza: Monteleone d'Orvieto, di Spoleto o Sabino. Secondo Giuseppe Bolletti Angiolo, religioso francescano, proviene proprio da Monteleone d'Orvieto.  
Il Tossignano di lui scrive: "Pauperrimus et despectus homo obiit miraculis clarus apud Montem Compatrium in Campaniam". 
Esistono del Beato due effigie: una a Monteleone d'Orvieto nella Collegiata dei Santi Pietro e Paolo posta all'interno della cripta di San Teodoro dipinta da Guglielmo Ascanio nei primi anni del novecento, l'altra antica a Città della Pieve nel muro nel Convento dei PP. Minori osservanti con l'iscrizione:  «Beato Angelo da M.Leone. Il suo cordone si conserva in Fiesole, e si tiene in particolar devozione». 
Nel 1830 il Bolletti ricorda:
(Giuseppe Bolletti, Notizie istoriche di Città della Pieve, 1830, Perugia)